# Projekt 1840
Projekt 1840 (v kódu NATO třída Lima) byla výzkumná ponorka sovětského námořnictva s konvenčním pohonem. Ponorka byla určená k pokusům a hydrodynamickým měřením. Roku 1990 byla převedena do rezervy a roku 1993 sešrotována.

## Stavba
Do služby byla zařazena roku 1978.

## Konstrukce
Ponorka nebyla vyzbrojena. Pohonný systém tvořily dva diesely a jeden elektromotor. Nejvyšší rychlost dosahovala 17 uzlů na hladině a 14 uzlů pod hladinou.